# Valeria Márquez
Valeria Márquez (Almería, 21 de abril de 2004) es una deportista española que compite en gimnasia rítmica, en la modalidad de conjuntos.
Ha sido integrante del conjunto español, entrenado en el CAR de Madrid por la seleccionadora Alejandra Quereda y por Ana María Pelaz.
Ganó dos medallas de bronce en el Campeonato Mundial de Gimnasia Rítmica de 2022 y una medalla de plata en el Campeonato Europeo de Gimnasia Rítmica de 2022. Además, obtuvo algunos podios en la Copa del Mundo.

## Palmarés internacional
| Campeonato Mundial | Campeonato Mundial | Campeonato Mundial | Campeonato Mundial         |
| Año                | Lugar              | Medalla            | Prueba                     |
| ------------------ | ------------------ | ------------------ | -------------------------- |
| 2022               | Sofía (Bulgaria)   | Medalla de bronce  | Concurso completo          |
| 2022               | Sofía (Bulgaria)   | Medalla de bronce  | Equipo                     |
| Campeonato Europeo |                    |                    |                            |
| Año                | Lugar              | Medalla            | Prueba                     |
| 2022               | Tel Aviv (Israel)  | Medalla de plata   | 3 con cinta + 2 con pelota |